# ويل شرينر
ويل شرينر (بالإنجليزية: Wil Shriner)‏ هو كاتب سيناريو ومخرج وممثل أمريكي، ولد في 6 ديسمبر 1953 بنيويورك في الولايات المتحدة.

## أعمال

### أفلام
- (1986) زواج بيجي سو[2]

### مسلسلات
- الجميع يحب رايموند

## وصلات خارجية
- ويل شرينر على موقع IMDb (الإنجليزية)
- ويل شرينر على موقع ألو سيني (الفرنسية)
- ويل شرينر على موقع ميوزك برينز (الإنجليزية)
- ويل شرينر على موقع أول موفي (الإنجليزية)
- ويل شرينر على موقع قاعدة بيانات الأفلام السويدية (السويدية)
- ويل شرينر على موقع قاعدة بيانات الفيلم (الإنجليزية)
- ويل شرينر على موقع كينوبويسك (الروسية)